# Gabriel Michel
Gabriel Michel, parfois appelé Gabriel Michel de Tharon, né le 22 janvier 1702 à Nantes, mort en 1765, seigneur de Doulon, du Verger et de Chamballon, est un homme d'affaires français du XVIIIe siècle, armateur négrier à Nantes et directeur de la Compagnie des Indes orientales.

## Biographie

### Famille
Famille d'ancienne chevalerie, originaire de Bretagne, évêché de Saint-Malo, qui a été maintenue aux réformations de 1434, 1513 et 1669, comme de noble et ancienne extraction et lignée, elle descend par filiation directe et non interrompue, constatée par titres originaux, arrêts du parlement de Bretagne et brevets de Jean Michel ou Michiel, chevalier, vivant en 1339, qui demeurait en son manoir noble de Bossacolart, paroisse de Bruc-sur-Aff, évêché de Saint-Malo.
Gabriel est le fils de Pierre Michel et de Marguerite Lee. Au moment de sa naissance, la famille Michel est présente depuis plusieurs générations à Nantes, impliquée dans des activités commerciales de niveau moyen.
Du côté paternel, Gabriel Michel est présenté comme issu de la famille détentrice de la seigneurie de Tharon (dans l'actuelle commune de Saint-Michel-Chef-Chef, Loire-Atlantique), mais il est en fait le premier détenteur, comme la plupart de ses biens, par achat au début des années 1740 (cf. infra). 

#### Gabriel I Michel et Françoise d'Espinoze
Son grand-père, Gabriel I Michel (mort en 1687), fils de Pierre Michel et de Marguerite Le Tourneur (mariage en 1623), négociant à la Fosse, a occupé les fonctions de juge consul des marchands de Nantes au moins de 1672, mais pas après 1677; il épouse en 1661 Françoise d'Espinoze (1641-1714), d'une famille d'ascendance espagnole installée à Nantes depuis le XVIe siècle. Gabriel I Michel est issu d'une famille de marchands soyeux de Nantes depuis trois générations ; lui-même se tourne vers le négoce et la banque. Françoise d'Espinoze devenue veuve poursuit les activités de son mari ; en 1691, elle y associe ses deux fils :
- Pierre Michel (1663-1724), épouse en 1701 Marguerite Lee (Maison des Comtes de Litchfield et Pair de Grande-Bretagne).
- Jean Michel (5 juin 1666 Nantes Saint-Nicolas -28 septembre 1727), Sieur de Grilleau, épouse en 1705 Elizabeth Lory.

Autres enfants du couple :
- Jacques Michel (11 octobre 1669 Nantes Saint-Nicolas - )
- Marie Michel (9 septembre 1670 Nantes Saint-Nicolas - 5 juin 1674 Nantes Saint-Nicolas)
- Gabriel Michel (18 juillet 1672 Nantes Saint-Nicolas -)
- Paul Michel (1er octobre 1673 Nantes Saint-Nicolas -)
- Françoise Michel (12 octobre 1675 Nantes Saint-Nicolas - )
- François Michel (23 avril 1677 Nantes Saint-Nicolas - 24 décembre 1678 (20mois) Nantes Saint-Nicolas)

#### Pierre Michel (1663-1724) et Marguerite Lee
Son père, Pierre Michel, épouse en 1701 Marguerite Lee, fille de Nicolas Lee, d'une famille irlandaise originaire de Waterford, présente à Nantes dès le milieu du XVIIe siècle. De ce mariage, naîtront, outre Gabriel :
- François-Augustin (1713-1778), époux de Julie de Villestreux[12], qui sera aussi  actif comme armateur à Nantes ;
- Jean-Jacques (né en 1718[13]), aussi homme d'affaires. En 1745, il est dit établit à Léogâne, Saint Domingue où il prend des parts dans le Fort Dauphin, navire de son frère. En 1751, il entre dans une compagnie d'assurance à Paris[14].

En 1725, Gabriel II Michel épouse sa cousine Anne Bernier, fille de noble homme François Bernier, marchand nantais, et de Françoise Burot de Carcouët, dont il aura plusieurs enfants tous nés à Nantes : 
- Pierre, né en 1727[17] ;
- Marguerite, née en 1733 et décédée en 1748[18] ;
- Françoise, née en 1734[19]
- Henriette Françoise, née en 1738[20], mariée en 1757 à Jacques Ange, marquis de Marbeuf, guillotinée en 1794 ;
- Thérèse Geneviève, décédée en 1741 à 19 mois[21] ;
- Gabrielle Augustine, née en 1744[22], mariée en 1762 à François Gaston de Lévis, maréchal de France, duc de Lévis ; elle sera aussi guillotinée en 1794 (le 6 messidor an II) ;
- Pierre Gabriel, né en 1748[23].

Le domicile de la famille dans les années 1730 et 1740 est à « la Fosse » et sa paroisse est Saint-Nicolas, celle de la plupart des négociants nantais.

### Carrière

#### Armateur à Nantes
Gabriel II Michel joue un rôle notable dans le négoce et dans la traite négrière nantaise. Il réalise 41 opérations en droiture vers les Antilles et 42 de traite des Noirs.
En 1748, Gabriel et François-Augustin Michel s'associent avec Jean-Baptiste Grou pour former la société de négoce Grou et Michel, qui participe peu après à la création de la Compagnie de Guinée.
- Armateur du Fort Dauphin en 1749, propriétaire pour moitié, acquit en 1745.

#### Directeur de la Compagnie des Indes
Gabriel Michel occupa le poste de directeur de la Compagnie française des Indes orientales de 1749 à 1764.

#### Charges publiques
Dès les années 1730, il est « conseiller secrétaire du Roi ».
Il fut gentilhomme de la Chambre du roi Stanislas Leszczynski, duc de Lorraine et de Bar.
En 1758, il obtient la charge de trésorier-général de l'artillerie et du génie.

### Noblesse et propriété foncière

#### Titulature
En 1725, au moment de son mariage, Gabriel Michel est désigné comme « noble homme » ; à partir de 1733, il a droit au titre d'« écuyer ».

#### Seigneurie du Verger
Selon l'acte de baptême d'Henriette-Françoise (1738), Gabriel Michel est « seigneur du Verger », domaine proche du château du Grand-Blottereau à Nantes.

#### Seigneurie de Tharon
Selon un ouvrage concernant Tharon, au début du XVIIIe siècle, la seigneurie est détenue par la famille Gabard et vendue en 1743 à Gabriel Michel par Anne Louise Gabard. Cette seigneurie n'est pas un héritage familial.

#### Seigneurie deDoulonetdomaine du Grand-Blottereau
Au début des années 1740, il achète la seigneurie de Doulon près de Nantes et fait construire dans ce domaine le château du Grand-Blottereau, qui existe encore actuellement.
Il acheta aussi le château de Lanoëverte (Lannoverte) en Plouezoc'h.

#### Paris etChamps-sur-Marne
En 1753, il achète l'hôtel Marbeuf, un hôtel particulier à Paris, situé à l'emplacement de l'actuel hôtel Pillet-Will no 31, rue du Faubourg-Saint-Honoré. 
En 1763, deux ans avant sa mort, il achète au duc de La Vallière le château de Champs-sur-Marne.

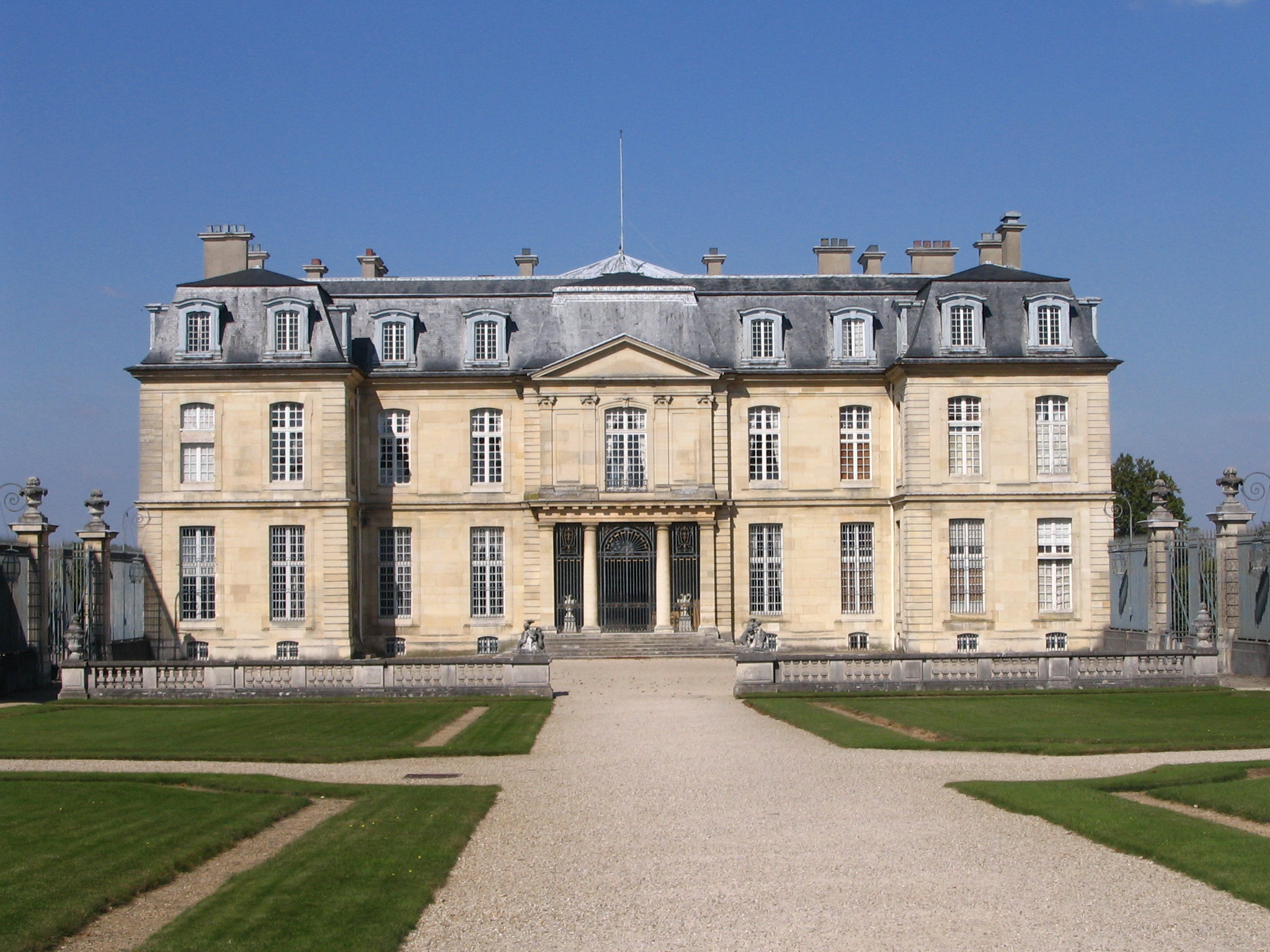
Château de Champ-sur-Marne.
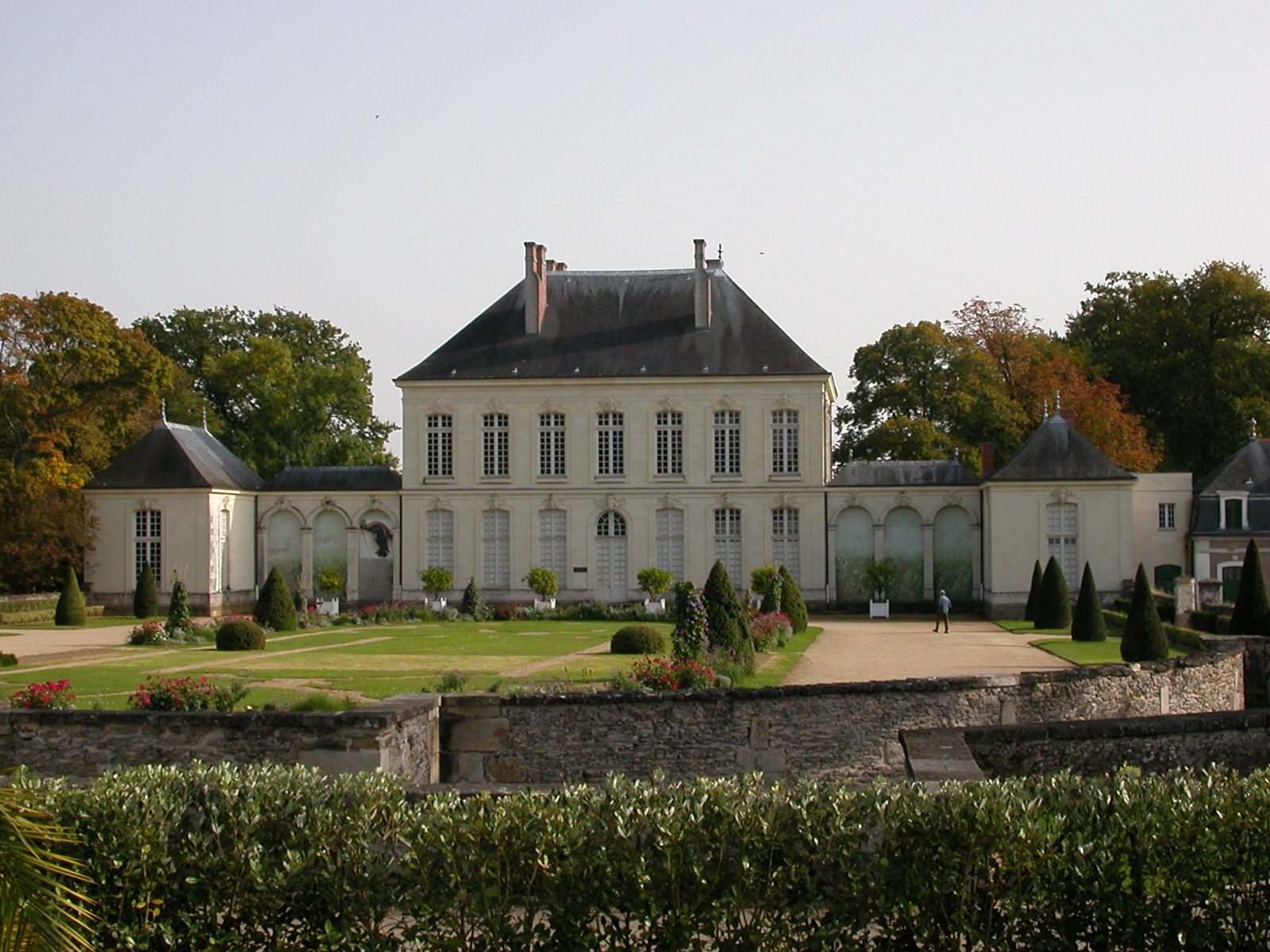
Château du Grand-Blottereau.

## Personnalités liées à Gabriel Michel
La famille Michel est présente dans les affaires pendant cinq générations à partir de Gabriel I ; on y compte 17 négociants, armateurs ou banquiers, installés à Nantes, Orléans, Paris ou dans d'autres villes d'Europe.

### Henriette Françoise Michel, marquise de Marbeuf (1738-1794)
En 1757, Henriette Françoise Michel épouse Jacques Auger, marquis de Marbeuf, colonel de dragons, neveu du général Charles Louis de Marbeuf (1712-1786), gouverneur de la Corse. 
Elle aménage un pavillon appelé Folie Marbeuf, dans ce qui est aujourd'hui la Rue Lincoln à Paris. À la Révolution, ce pavillon devient le Bal d'Italieoù l'on donne des fêtes d'été, avec bals, illuminations, feux d'artifice dirigés par les frères Ruggieri, .
Le 19 janvier 1791, son homme d'affaires, Jean-Joseph Payen, commissaire des Guerres du Roi d'Espagne, rachète pour 216 000 livres, le domaine du Chesnay à Gonesse, y fait des travaux importants, dont des détournements de cours d'eau,. 
Elle est guillotinée le 5 février 1794,  « comme convaincue d'avoir désiré l'arrivée des Prussiens », selon le Tribunal révolutionnaire.